# Aigrefeuille-d'Aunis
Aigrefeuille-d'Aunis là một xã trong tỉnh Charente-Maritime Charente-Maritime trong vùng Nouvelle-Aquitaine, tây nam nước Pháp. Xã Aigrefeuille-d'Aunis nằm ở khu vực có độ cao trung bình 18 mét trên mực nước biển. Đây là thủ phủ tổng Aigrefeuille-d'Aunis.

## Đô thị giáp ranh
- Saint-Christophe, La Jarrie, Croix-Chapeau, Le Thou, Forges, Virson

## Lịch sử biến động dân số
| Năm  | Dân số | Mật độ  | Phần trăm của tổng |
| ---- | ------ | ------- | ------------------ |
| 1962 | 1,783  | -       | -                  |
| 1968 | 1,940  | -       | -                  |
| 1975 | 2,313  | -       | -                  |
| 1982 | 2,843  | -       | -                  |
| 1990 | 2,944  | -       | -                  |
| 1999 | 3,151  | 188/km² | 30.68%             |